# Jasmin Handanovič
Jasmin Handanovič (28 de gener de 1978 a Ljubljana) és un exfutbolista eslovè que jugava com a porter.

## Vida personal
El seu cosí menor, Samir Handanovič, que actualment juga a l'Udinese Calcio. Tots dos juguen com a porters per a l'equip nacional d'Eslovènia.

## Palmarès
- Copa eslovena: 1999-00 amb el NK Olimpija
- Copa eslovena: 2005-06, 2006-07 amb el NK Koper